# Gonyosoma prasinum
Espèce
Synonymes
- Coluber prasinus Blyth, 1854
- Rhadinophis prasinus (Blyth, 1854)
- Rhynchophis prasinus (Blyth, 1854)
- Gonyosoma gramineum Günther, 1864

Gonyosoma prasinum  est une espèce de serpents de la famille des Colubridae.
Ce serpent peut mordre mais il n'est pas dangereux pour les êtres humains.

## Répartition
Cette espèce se rencontre :
- au Viêt Nam ;
- au Laos ;
- en République populaire de Chine au Yunnan, au Guizhou, au Sichuan et à Hainan ;
- en Inde dans les États du Bengale-Occidental, d'Assam et d'Arunachal Pradesh ;
- en Birmanie ;
- dans le nord de la Thaïlande ;
- en Malaisie péninsulaire.

Sa présence est incertaine au Bhoutan.

## Habitat
Gonyosoma prasinum vit dans les forêts tropicales et forêts de bambou jusqu'à 2500 mètres d'altitude, il aime l'humidité et lui arrive parfois de se cacher dans les trous d'eau des arbres.

## Description

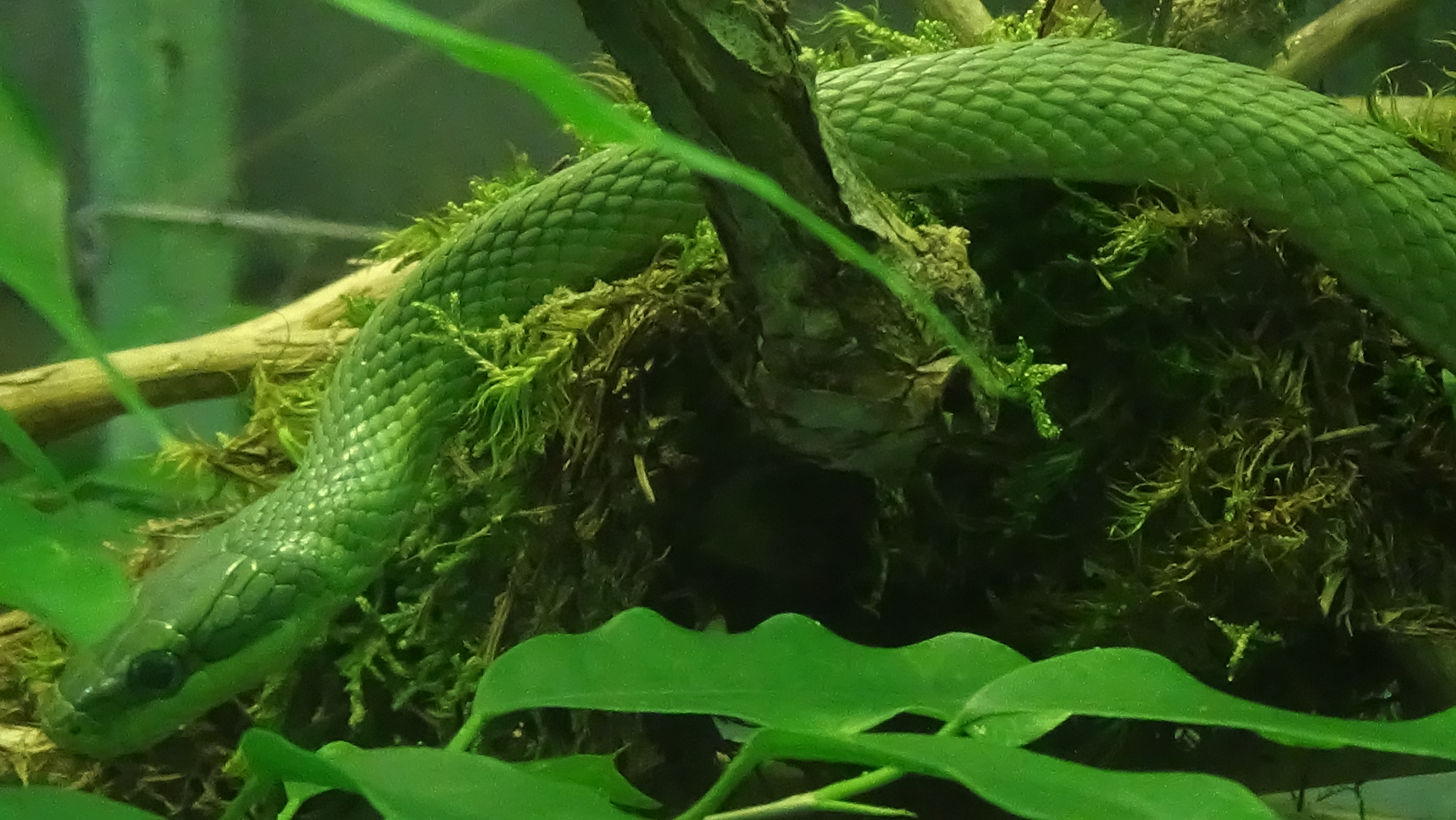
Gonyosoma prasinum

Gonyosoma prasinum est un serpent vert diurne et arboricole qui atteint à l’âge adulte à une taille maximale de 1,20 m.
Comme chez certaines autres espèces de serpents, à l'âge adulte la femelle Gonyosoma prasinum est plus grande que le mâle.
Il peut être confondu avec Gonyosoma boulengeri qui est plus grand à l'âge adulte, de couleur plus bleuté et caractérisé par un nez "corne" au bout de sa tête.

## Alimentation
Cette espèce se nourrit de petits mammifères, d'oiseaux, d'amphibiens et de lézards.

## Reproduction
Ovipare, la femelle pond de 5 à 11 œufs pour une gestation d'environ 2 mois. À l'éclosion les jeunes sont déjà de couleur verte et mesurent environ 20 cm.

## Ménagerie du jardin des plantes
La ménagerie du jardin des plantes de Paris détient au moins un spécimen de Gonyosoma prasinum. (voir notamment la "Galerie") Facilement observable lors de la promenade du reptilarium, il est maintenu dans un terrarium/vivarium de plus d'un mètre de façade, joliment planté et boisé.

## Galerie

Gonyosoma prasinum en captivité à la ménagerie du jardin des plantes
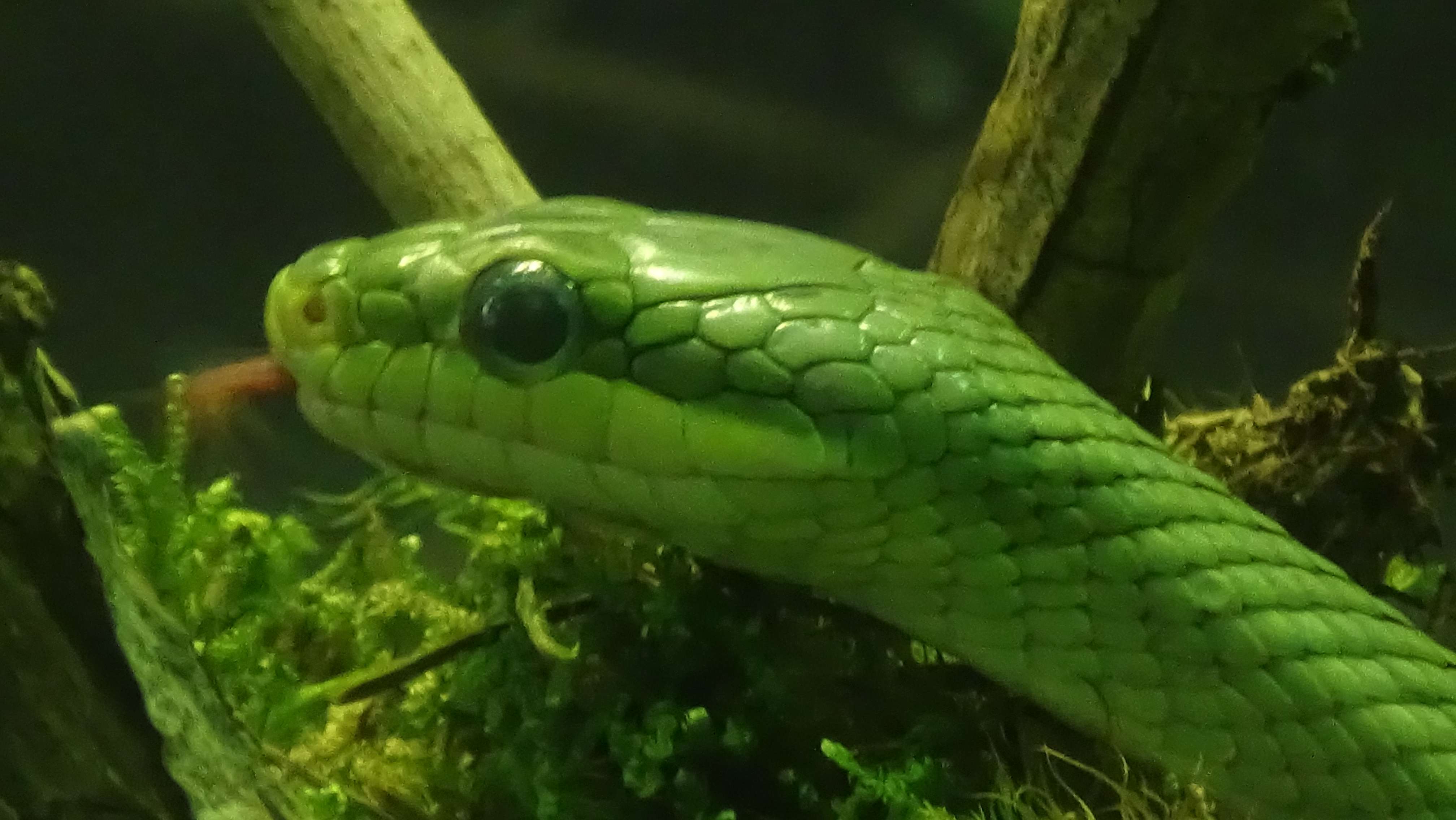
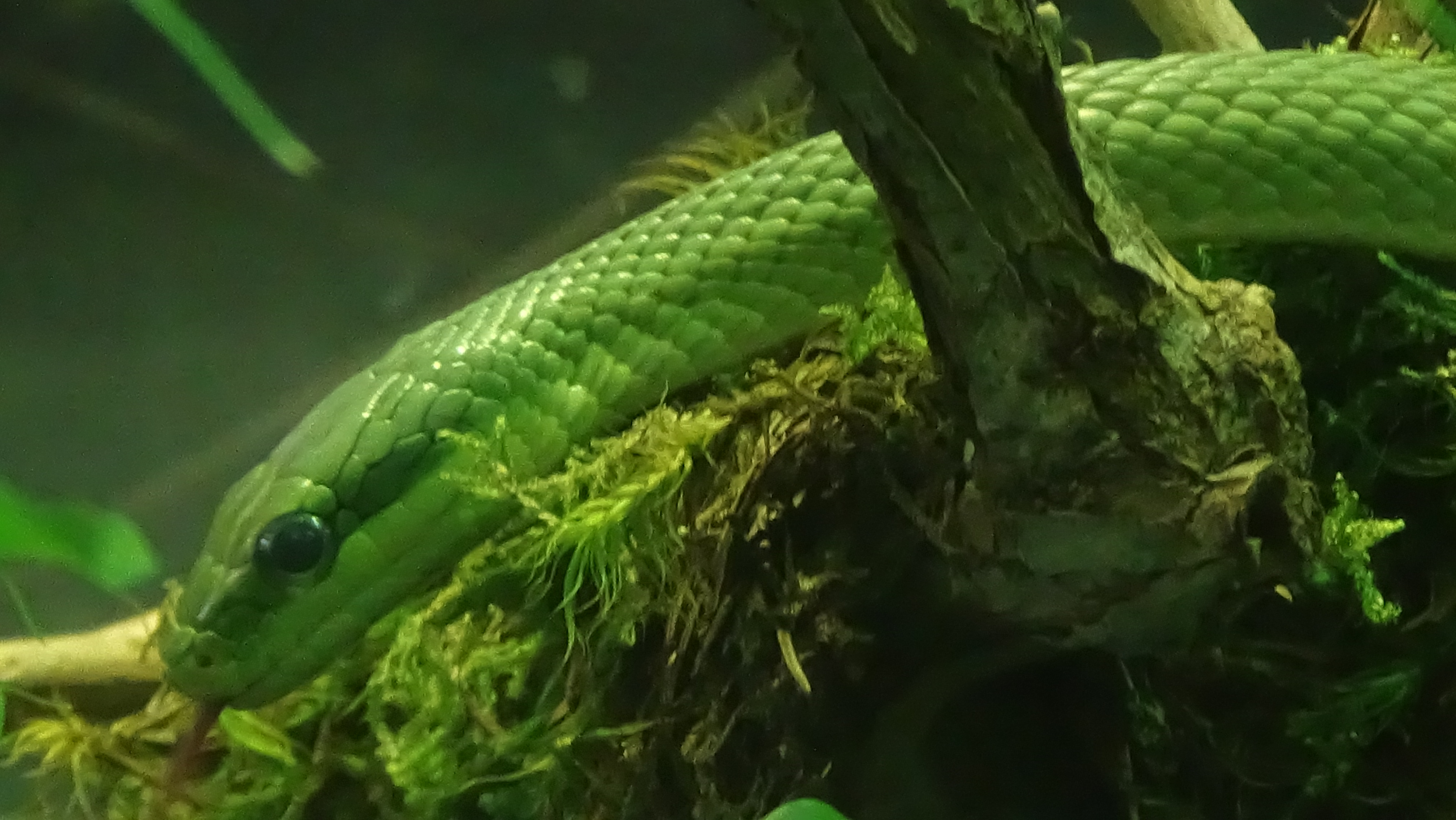
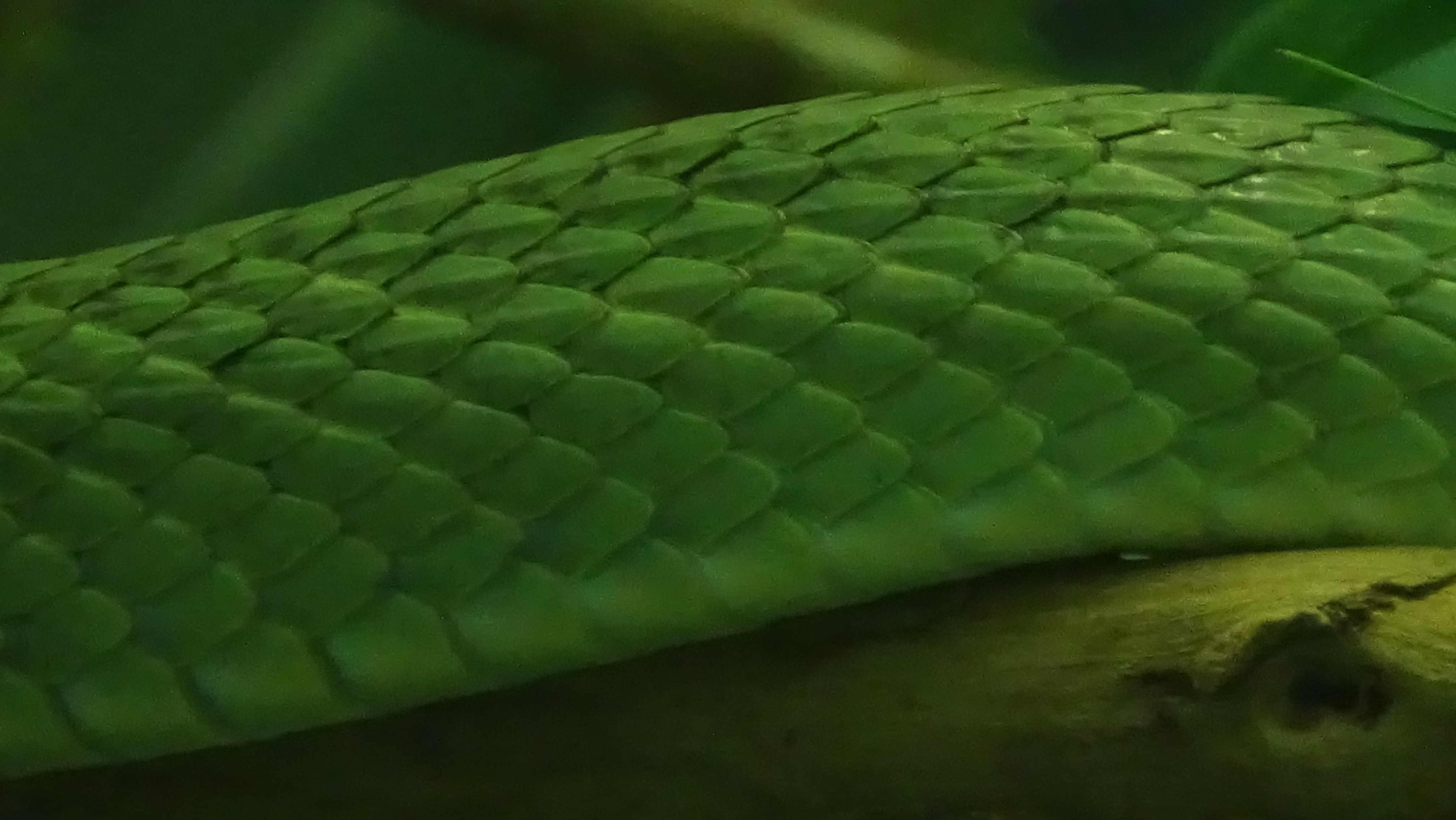
section du corps
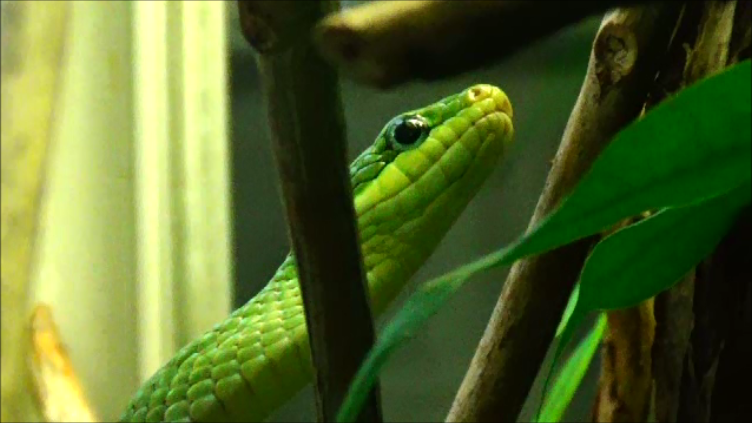
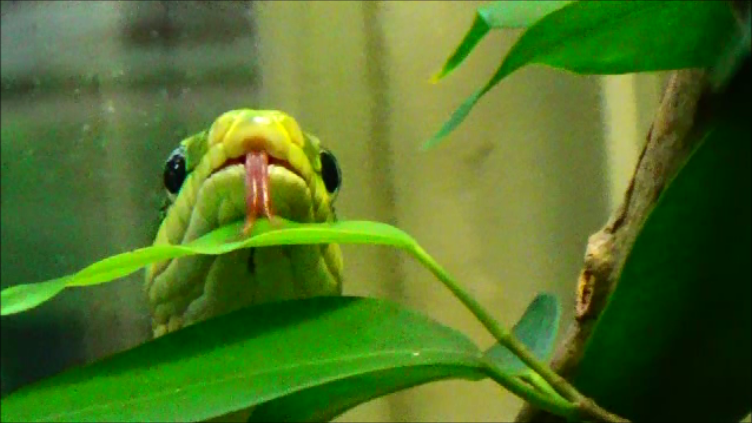
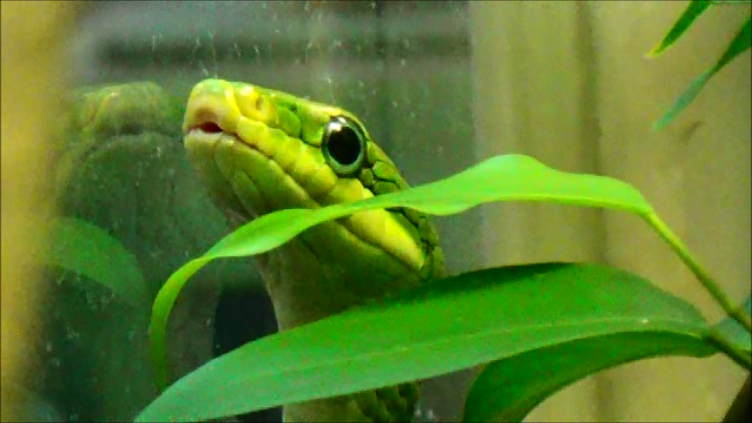

## Publication originale
- Blyth, 1855 "1854" : Notices and descriptions of various reptiles, new or little known. Journal of the Asiatic Society of Bengal, vol. 23, p. 287-302 (texte intégral).